# Begonia brevirimosa
Begonia brevirimosa é uma espécie de Begonia.